# Doktor farmacie
Doktor farmacie (ve zkratce PharmDr. před jménem, z lat. pharmaciae doctor) je akademický titul, který je v současnosti vysokými školami udělován v oblasti farmacie. Podmínkou k jeho obdržení je již získaný titul magistr (ve zkratce Mgr.) a složení rigorózní zkoušky ze zvoleného vědního oboru, jejíž součástí je i obhájení rigorózní práce. Dnes se tak jedná o fakultativní zkoušku zpravidla spojenou s poplatky – nikoli o další formální studium, resp. kvalifikaci. Úroveň dosažené kvalifikace je 7 v ISCED (master's degree, stejná jako Mgr.), přičemž někdy též bývá PharmDr. označován, tak jako ostatní tituly získané tímto řízením, jako tzv. malý doktorát, protože se nejedná o výsledek doktorského studia (doktor – Ph.D., 8 v ISCED, doctor's degree), ale stále o magisterskou úroveň vysokoškolského vzdělání, přičemž případné doktorské studium, resp. tzv. velký doktorát, je dosahován dalším, většinou čtyřletým, studiem v doktorském studijním programu.
V současnosti PharmDr. může v Česku udílet:
- Farmaceutická fakulta Univerzity Karlovy v Hradci Králové
- Farmaceutická fakulta Masarykovy univerzity v Brně

Lze jej získat po vykonání státní rigorózní zkoušky z vědního oboru, který je na fakultě předmětem státní závěrečné zkoušky, státní doktorské zkoušky nebo oborem habilitačního řízení a řízení ke jmenování profesorem, součástí rigorózní zkoušky je tedy též zmíněná obhajoba rigorózní práce.

## Přehled oborů
Uvedené obory jsou pak následující:
- Farmaceutická chemie
- Farmaceutická analýza
- Farmaceutická technologie
- Farmakognozie
- Farmakologie a toxikologie
- Sociální farmacie
- Sociální farmacie-lékárenství
- Bioorganická chemie
- Patobiochemie a xenobiochemie
- Klinická farmacie
- Toxikologie přírodních látek
- Gerontofarmacie

## Historie
Dříve jej mohl získat absolvent lékárnického studia, který získal titul magistra farmacie a také úspěšně prošel rigorózním řízením (jako jeho zkratka je tehdy uváděna DrPH.).

### Do roku 1953
Vedle v minulosti udílených doktorátů bylo pro farmaceuty zachováno magisterium farmacie (PhMr.).

### Po roce 1953
Po převzetí moci komunisty byla následně roku 1950 přijata nová legislativa, která od roku 1953 zrušila tituly a stavovská označení pro nové absolventy a těm tak byly nově udíleny pouze desítky tzv. profesních označení (např. typu promovaný právník, dřevařský inženýr, inženýr-zootechnik, inženýr-zemědělský mechanisátor, promovaný zubní lékař, promovaný dětský lékař, promovaný lékař, promovaný lékař-hygienik a mnohá další). Farmaceuti tak po roce 1953 získávali pouze profesní označení „promovaný farmaceut“. Od roku 1966 pak byla provedena určitá reforma a tituly byly opět udělovány. Zákon č. 39/1980 Sb., o vysokých školách, pak později umožnil získat po dodatečné státní rigorózní zkoušce titul „doktor pedagogiky“ a právě též titul „doktor farmacie“ (ve zkratce PharmDr.).

### Po roce 1990
Po revoluci byly novým vysokoškolským zákonem z roku 1990 tzv. (fakultativní) malé doktoráty zrušeny, resp. tedy PharmDr. udělován nebyl. Po absolvování „vysokoškolského studia“ (dnes magisterský studijní program) tak začal být udělován titul magistra (Mgr.), obdobně jako v jiných zemích, kde jsou podmínky pro získání doktorátu, obtížnější. „Postgraduální studium“ (dnes doktorský studijní program) pak bylo spjato s titulem doktor (Dr.).
Boloňský proces následně sjednotil evropské vysokoškolské vzdělávání. Pro nesouhlas se stavem, kdy nebyly udělovány tzv. (fakultativní) malé doktoráty, byl od přijetí nového vysokoškolského zákona v roce 1998, titul „doktor farmacie“ (PharmDr.) znovu udělován, a to po dodatečné a zpoplatněné rigorózní zkoušce – jeho udělení tak nepředchází žádné další formální studium. Tento stav, kdy se uděluje jak PharmDr. (doktor farmacie), tak Mgr. (magistr), přičemž oba označují de facto stejnou kvalifikaci (magisterskou úroveň, 7 v ISCED, master's degree), však bývá předmětem kritiky.
Vyšší kvalifikaci (8 v ISCED, doctor's degree) vhodnou primárně pro vědeckou činnost je pak možno od roku 1998 dosáhnout dalším 3-4letým studiem v doktorském studijním programu (doktor – Ph.D.), přičemž mezi lety 1990-1998 se jednalo o zmíněné tzv. „postgraduální studium“ a v předchozím období (od roku 1953) šlo o tzv. „vědeckou aspiranturu“ (kandidát věd – CSc.).